# Bigelow Expandable Activity Module
Pour les articles homonymes, voir Beam.
Module de l'ISS
BEAM (acronyme de Bigelow Expandable Activity Module) est un module habitable expérimental développé pour la Station spatiale internationale qui permet de tester la technique de l'habitat spatial gonflable. Le module, dont le volume interne pressurisé une fois déployé est de 16 m3, est amarré à la station spatiale en avril 2016 et il est testé durant 2 ans. Cette expérience développée par la société Bigelow Aerospace pour le compte de la NASA en exploitant des technologies mises au point pour le projet TransHab permet à l'agence spatiale américaine d'accroître sa maîtrise technologique de ce mode de construction qui permet une réduction de masse et donc de coût de lancement.

## Historique

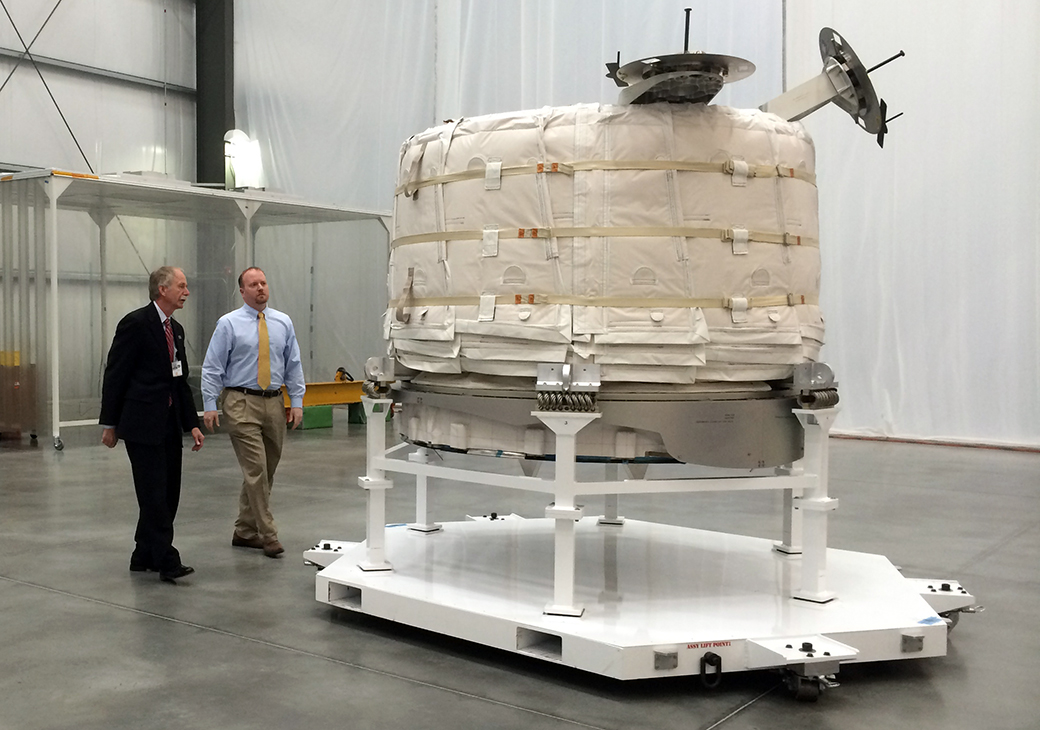
Le module BEAM en position repliée.

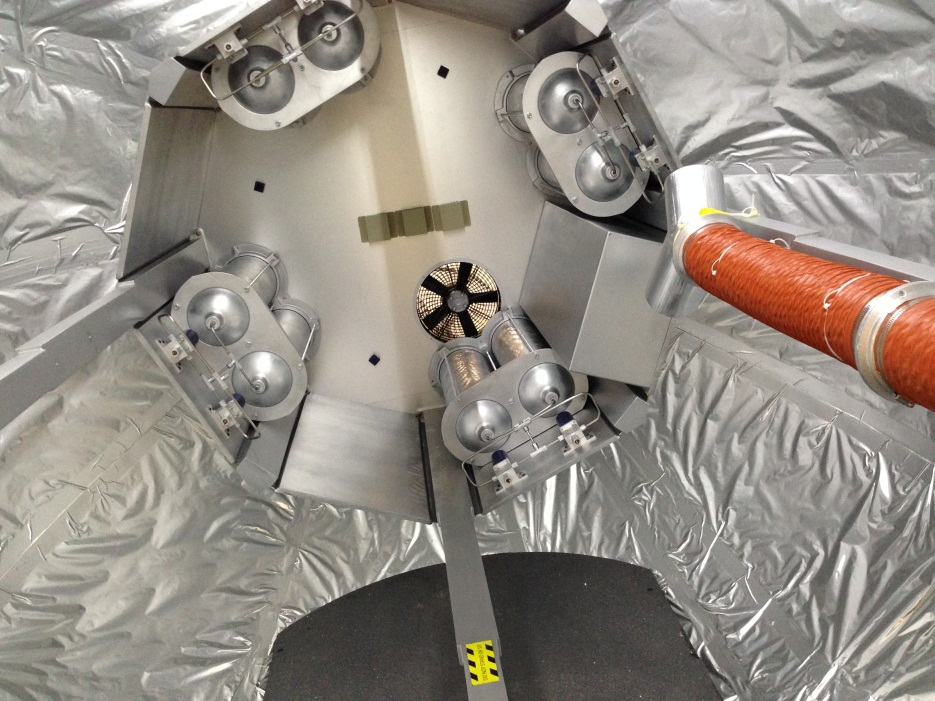
Vue interne.

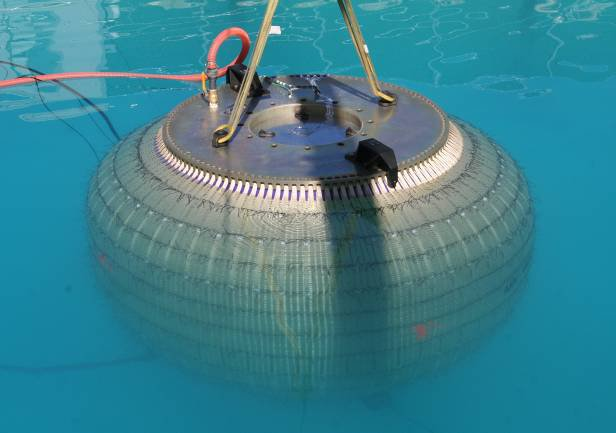
Test de gonflage.

Dans le domaine spatial, l'avantage des structures gonflables placées en orbite est qu'elles permettent une réduction notable de la masse et de l'encombrement au lancement par rapport aux modules utilisés, ce qui permet une diminution des coûts. Reflétant un mode de construction traditionnel, les modules qui composent la partie habitable de la Station spatiale internationale ont une structure et des parois rigides réalisées principalement en aluminium et une masse à vide comprise entre 4 et 15 tonnes (longueur 5 à 11 mètres, diamètre 4,57 m). À la fin des années 1990, la NASA étudie un projet de module spatial habitable gonflable baptisé TransHab dont la paroi est constituée de plusieurs couches réalisées avec des fibres de kevlar. Ce matériau permet d'éviter la perforation de la paroi par les micrométéorites et les débris spatiaux. Le module TransHab, une fois gonflé, doit fournir un volume interne de 340 m3. Il prend la forme d'un cylindre de 11 mètres de haut, de 4,3 mètres de diamètre dont la masse atteint 13,2 tonnes. TransHab devait servir de module d'habitation pour l'équipage des futures missions habitées martiennes durant leur transit entre la Terre et Mars. La technologie utilisée devait également permettre à terme de remplacer les modules rigides de la Station spatiale internationale en cours de développement. Mais le projet TransHab est arrêté en 2000, à la demande de la Chambre des représentants des  États-Unis, pour des raisons budgétaires. En 1998, Robert Bigelow crée la société Bigelow Aerospace dont l'objectif est notamment le développement de stations spatiales utilisant la technologie des modules gonflables. En 2002, cette société signe un contrat avec la NASA pour exploiter les licences que l'agence spatiale avait déposées dans le cadre du projet TransHab. Bigelow Aerospace place en orbite, en 2006 et 2007, les prototypes de structure gonflable Genesis-1 et Genesis-2 exploitant cette technologie. Ceux-ci fonctionnent jusqu'en 2015 sans rencontrer d'anomalies et permettent à cette société d'acquérir une bonne maitrise de cette technologie. À la suite de ces expériences positives, la NASA décide de faire développer BEAM pour réaliser des tests dans une situation proche de l'utilisation finale.

## Objectifs
Les objectifs de l'installation du module BEAM sont les suivants :
- accroître le niveau de maitrise technologique des modules spatiaux gonflables en le faisant passer au niveau 9 (Système réel prouvé à travers des opérations / missions réussies) ;
- accroître également le niveau de maîtrise d'utilisation de certains matériaux souples en le faisant au niveau 8 (Système réel complet et vol de qualification à travers des tests et des démonstrations) ;
- réaliser le lancement et le déploiement d'un module gonflable développé par l'industrie privée. Implémenter les techniques de pliage et de conditionnement ainsi que le système de dégazage durant la phase propulsée de la mise en orbite ;
- déterminer la capacité d'une structure gonflable à assurer la protection contre les rayonnements ;
- déterminer les capacités du module gonflable dans le domaine thermique, structurel, en matière de durabilité mécanique, étanchéité sur le long terme ;
- démontrer que le déploiement et la mise en œuvre d'un module gonflable ne présente pas de risques.

## Caractéristiques techniques
Le module BEAM, une fois déployé, a un diamètre de 3 mètres pour une longueur de 4 mètres et son volume interne pressurisé est de 16 m3. En position repliée, il occupe un espace de 1,7 mètre de haut pour 2,36 mètres de diamètre. Sa masse est de 1 400 kg. Il comprend deux cloisons métalliques, une structure en aluminium et sa paroi est composée de plusieurs couches de matériaux souples assurant à la fois l'étanchéité et une protection contre le rayonnement externe et les micrométéorites. Il comprend une écoutille au format CBM (mis au point pour la partie américaine de la station spatiale) mais ne dispose d'aucun hublot.
La paroi du module BEAM est constituée de la superposition de plusieurs couches de matériaux souples qui sont en partant de l'intérieur et en allant vers l'extérieur :
- une couche étanche qui doit retenir l'air ;
- une couche chargée de reprendre les efforts structurels ;
- une couche MMOD (Micro-meteoroid and Orbital Debris) composée de plusieurs épaisseurs chargée d'arrêter les micrométéorites. Elle est conçue pour limiter les déperditions d'air en cas de perforation ;
- une couche MLI (Multi-layer insulation) composée de plusieurs épaisseurs chargée de l'isolation thermique ;
- une couche externe à base de fibre de silice (tissu bêta).

## Déroulement de l'expérience

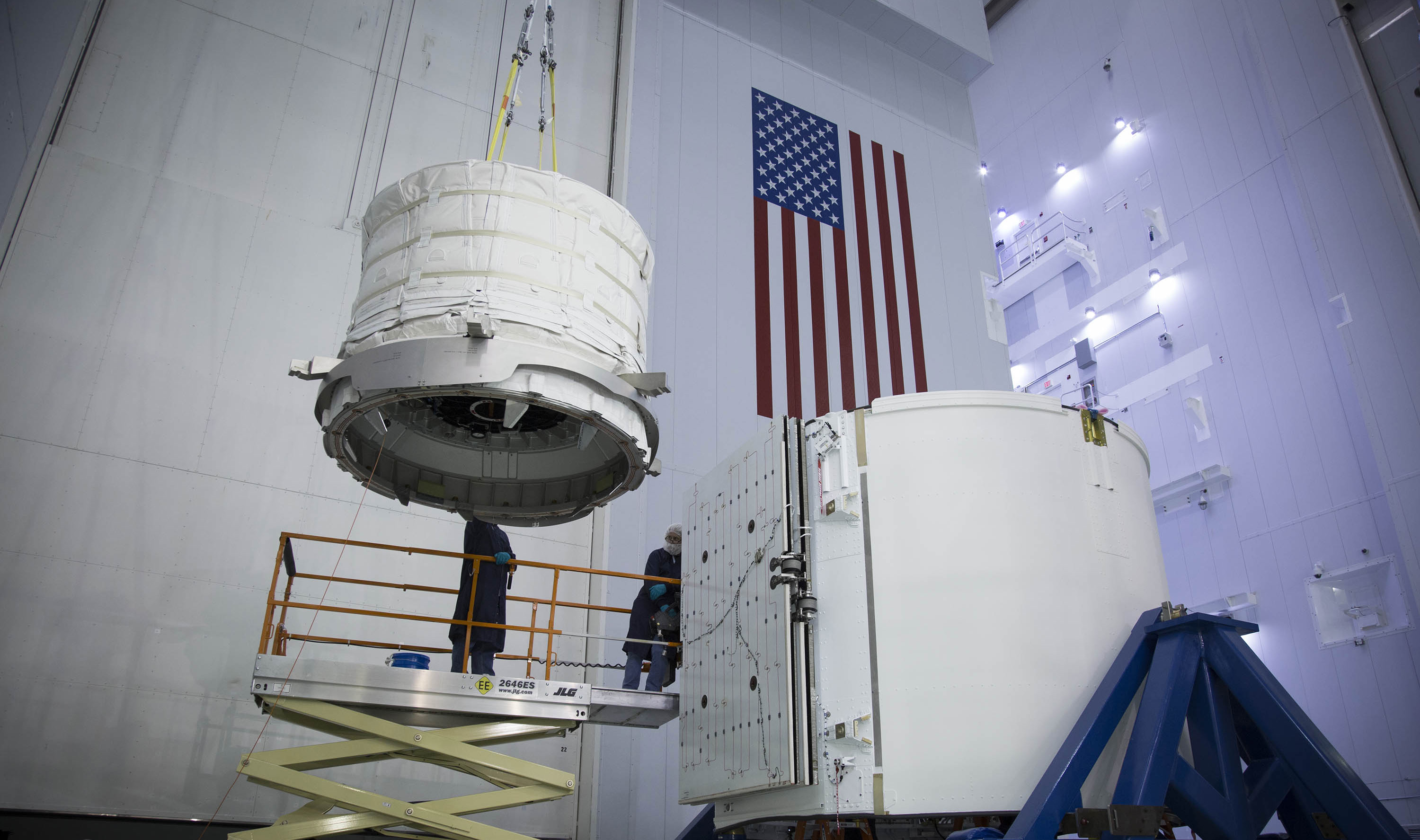
Installation de BEAM dans la soute externe du cargo spatial SpaceX Dragon.

Le module BEAM doit être testé durant 2 ans. Au cours de cette période, le module ne doit être utilisé ni comme habitat ni comme lieu de stockage. L'écoutille donnant accès au module doit être maintenue close, limitant ainsi le risque de dépressurisation de la station spatiale au cas où le module BEAM se mettrait à fuir. La température, la pression et le niveau de radiation doivent être relevés périodiquement et l'équipage de la station doit pénétrer 4 fois par an dans le module pour collecter des données et vérifier le comportement structurel de BEAM. Durant cette période, il n'est pas prévu d'inspection extérieure au cours d'une sortie extravéhiculaire de l'équipage. Deux ans après son amarrage, BEAM doit être détaché de la station spatiale à l'aide du bras robotisé Canadarm 2 et relâché au nadir de la station sans vitesse initiale. Il devrait progressivement perdre de l'altitude et, au bout d'un an, pénétrer dans les couches denses de l'atmosphère terrestre pour y être détruit durant la rentrée atmosphérique,. 

### Lancement
Le module BEAM est placé en orbite par une fusée Falcon 9 lancée le 8 avril 2016 afin d'assurer CRS8, la 8e mission de ravitaillement de la station spatiale par SpaceX au titre du programme COTS. Il est transporté en tant que charge externe (exposée au vide) par le cargo spatial SpaceX Dragon.

### Installation
Six jours après que celui-ci s'est amarré à la Station spatiale internationale le 16 avril, un des membres de l'équipage a utilisé le bras robotisé de la station Canadarm-2 pour extraire BEAM de la soute du cargo spatial et le positionner sur un des ports d'amarrage du module Tranquility. 

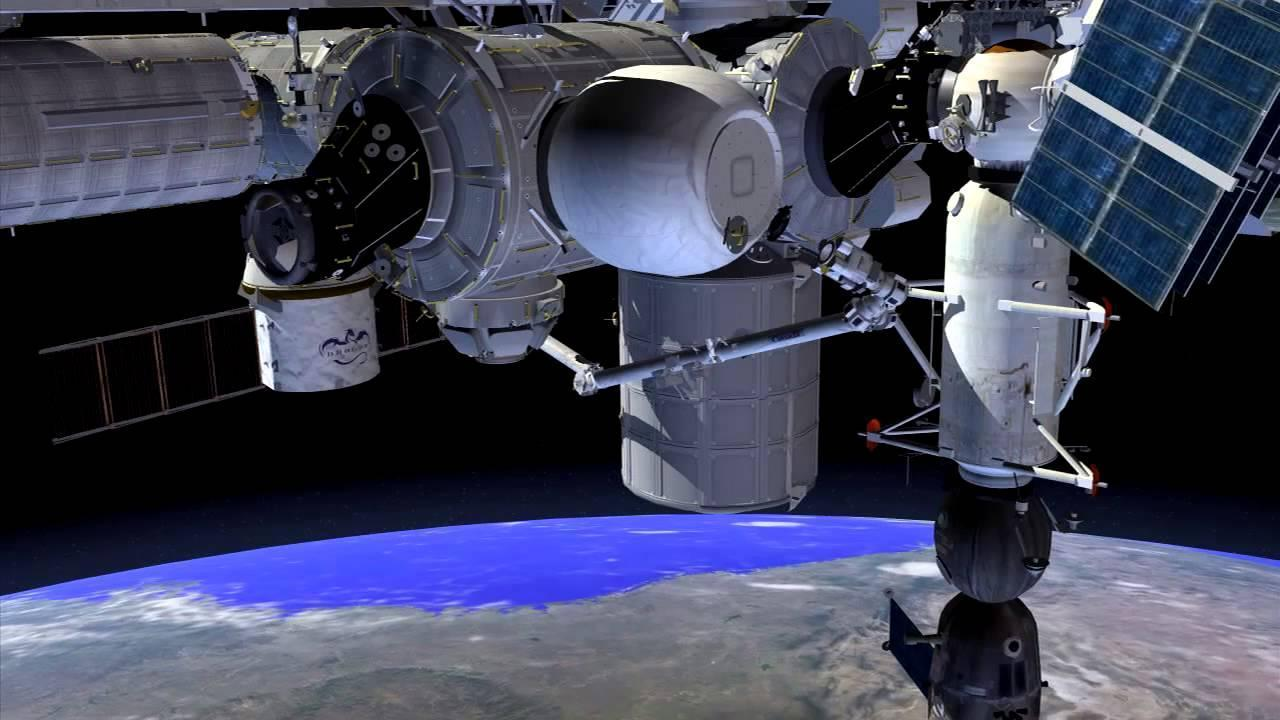
Le module BEAM gonflé (structure de forme ovoïde au milieu en haut) amarré au module Tranquility de la Station spatiale internationale (vue d'artiste)

### Déploiement

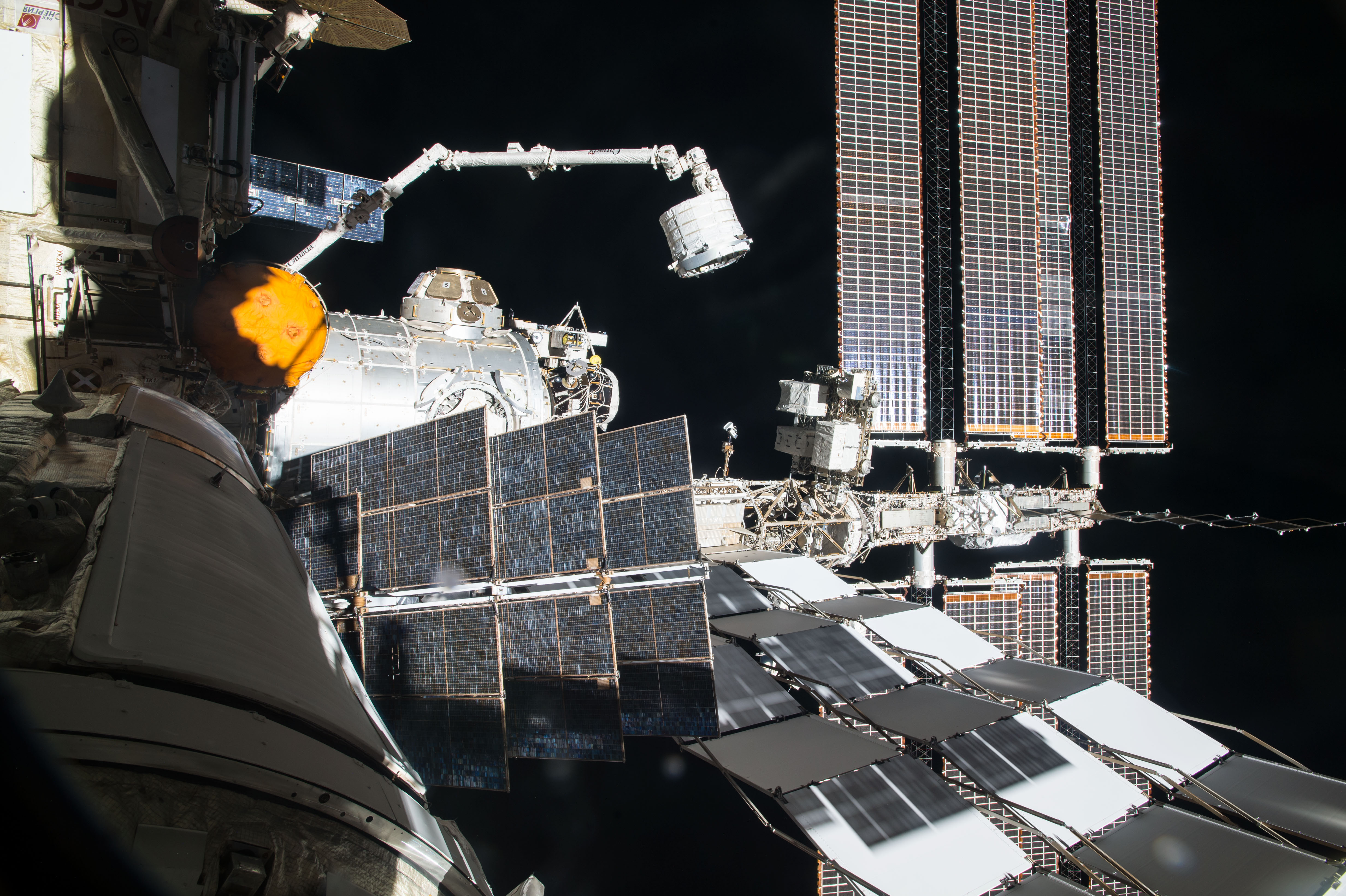
BEAM en installation le 16 avril grâce au bras robotique canadien Canadarm 2.

Une première tentative de déploiement a eu lieu le jeudi 26 mai 2016 et a été interrompue à cause d'une résistance plus forte que prévu. Une nouvelle tentative a eu lieu deux jours plus tard avec succès. Le commandant de l'Expédition 48 Jeffrey Williams était chargé des opérations,.
En 2018, BEAM devient un module de stockage de longue durée. En mars 2020, affectée par la pandémie de COVID-19, Bigelow Aerospace stoppe toute activité.  La propriété du module est transférée au centre spatial Lyndon B. Johnson de la NASA en décembre 2021.